# Hard Tail

Logo Fender

Fender Stratocaster Hard Tail è un modello di chitarra elettrica, precisamente il primo prototipo della Fender Stratocaster, creato nel 1954 da Leo Fender, con l'aiuto dei suoi bracci destri, Gomez e Tavarez.
Questi ultimi affermarono di aver pensato nel 1954 ad un prototipo di stratocaster a ponte fisso, progettando così 20 esemplari, senza tremolo, in produzione limitata da fine marzo 1955.